# Echipa națională de fotbal a Liberiei
Echipa națională de fotbal a Liberiei reprezintă statul Liberia în fotbal și este controlată de Asociația Liberiană de Fotbal, forul ce guvernează fotbalul în Liberia. Nu s-a calificat la nici un Campionat Mondial.

## Campionate mondiale
- 1930 până în 1962 - nu a intrat
- 1966 - a renunțat
- 1970 până în 1974 - nu a intrat
- 1976 - nu s-a calificat

## Cupa Africii
- 1957 până în 1972 - nu a intrat
- 1974 - nu s-a calificat
- 1976 - a renunțat
- 1978 până în 1980 - nu a intrat
- 1982 - nu s-a calificat
- 1984 - a renunțat
- 1986 până în 1990 - nu s-a calificat
- 1992 - a renunțat
- 1994 - nu s-a calificat
- 1996 - Prima rundă
- 1998 până în 2000 - nu s-a calificat
- 2002 - Prima rundă
- 2004 până în 2010 - nu s-a calificat

## Lotul actual
|  | P | Sunday Seah       | 7 ianuarie 1978 (47 de ani)   | 12 | 0 | Persiwa Wamena     |  |  |
|  |   |                   |                               |    |   |                    |  |  |
|  | F | George Baysah     | 1 martie 1986 (39 de ani)     | 7  | 0 | Hapoel Kfar Saba   |  |  |
|  | F | Jimmy Dixon       | 10 octombrie 1981 (43 de ani) | 19 | 0 | Manisaspor         |  |  |
|  | F | Solomon Grimes    | 24 iulie 1985 (39 de ani)     | 9  | 0 | Ethnikos Piraeus   |  |  |
|  | F | Emmanuel Wennah   |                               | 1  | 0 | Aries              |  |  |
|  |   |                   |                               |    |   |                    |  |  |
|  | M | David Gbemie      | 19 decembrie 1989 (35 de ani) | 1  | 0 | liber de contract  |  |  |
|  | M | Anthony Laffor    | 17 februarie 1985 (40 de ani) | 16 | 0 | Supersport United  |  |  |
|  | M | James Koko Lomell | 16 octombrie 1985 (39 de ani) | 14 | 1 | Hapoel Petah Tikva |  |  |
|  | M | Oliver Makor      | 9 octombrie 1973 (51 de ani)  | 26 | 5 | Persija Jakarta    |  |  |
|  | M | Sekou Oliseh      | 5 iunie 1990 (34 de ani)      | 1  | 1 | CSKA Moscow        |  |  |
|  | M | Isaac Pupo        | 23 octombrie 1985 (39 de ani) | 3  | 0 | Panionios          |  |  |
|  | M | Theo Lewis Weeks  | 19 ianuarie 1990 (35 de ani)  | 8  | 0 | Ankaragücü         |  |  |
|  |   |                   |                               |    |   |                    |  |  |
|  | A | Patrick Doeplah   | 27 octombrie 1990 (34 de ani) | 1  | 0 | Hapoel Kfar Saba   |  |  |
|  | A | Perry Kollie      |                               | 1  | 0 | Persibo Bojonegoro |  |  |

## Antrenori
| Dată       | Dată       | Antrenori                            |
| ---------- | ---------- | ------------------------------------ |
| 08/06/2010 | Present    | Bertalan Bicskei                     |
| 27/02/2008 | 02/03/2009 | Antoine Hey                          |
| 12/07/2006 | 26/02/2008 | Joe Nagbe                            |
| 10/02/2006 | 11/07/2006 | Shawky Hussein Mahmoud Shehab El Din |
| 05/11/2004 | 09/02/2006 | Joseph Sayon                         |
| 08/08/2002 | 04/11/2004 | Kadalah Kromah                       |
| 14/07/2000 | 07/08/2002 | George Weah & Dominic George Vava    |
| 1999       | 2000       | Kadalah Kromah                       |
| ?          | ?          | Josiah Johnson                       |